# Эсьмоны
Эсьмо́ны (бел. Эсьмоны) — деревня в составе Мощаницкого сельсовета Белыничского района Могилёвской области Республики Беларусь.
До декабря 2012 года деревня входила в состав упразднённого Эсьмонского сельсовета и являлась его административным центром.
В деревне расположены: лесничество, средняя школа — детский сад, клуб, библиотека, амбулатория, отделение связи, памятник воинам и партизанам, погибшим в годы Великой Отечественной войны, историко-краеведческий музей Эсьмонского УПК ДССШ, мемориальная доска на конторе бывшего совхоза «Эсьмоны».

## География
Деревня расположена на реке Осливка, притоке реки Друть в 15 км от г. Белыничи, 59 км от Могилёва, 40 км от железнодорожной станции Славное.
Ближайшие населённые пункты д. Мокровичи, д. Алешковичи, д. Стёхово, д. Смогиловка, д. Кармановка, д. Заозерье, д. Майск, д. Хватовка

## История
Согласно могильнику, люди здесь жили уже в X в., если не раньше. До революции это было местечко, центр волости Борисовского уезда. В основном проживали евреи. В музее эсьмонской школы есть запись еврейской легенды о происхождении местечка. Будто бы в этих местах жили два еврейских рода, враждовавших между собой. Границей (осью) их владений была река, получившая название Ослик. Подобно Ромео и Джульетте, полюбили друг друга юноша Мина и девушка Эся. Стали они тайком встречаться ночью, и как-то, там, где Ослик суживался, построили мост, украсив его цветами. Тогда роды примирились и разрешили им пожениться. Тогда и стало называться местечко Эсьмоны.
Но, скорее всего, название произошло от фамилии владельцев усадьбы, которая здесь некогда была. Ближайшие местечки Белыничи и Головчин, заселённые евреями наравне с православными и католиками, принадлежали помещикам. Так что, вероятнее всего, Эсьмоны тоже.
В 1670 году упоминается как имение Есмяны/Есьмянка/Есьмановка в Оршанском повете ВКЛ.
Эсьмоны в начале XIX в. имели 60 дворов и 6 торговых лавок. К концу XIX в. население местечка выросло, изменился национальный состав, и на 305 православных жителей приходилось 214 евреев.
В Эсьмонах земледелием не занимались. Здесь жили кузнецы, столяры, кожевенники, портные, бондари, извозчики, угольщики, торговцы. Еврейские ремесленники имели скорняжные и швейные мастерские, смолокуренные и винокуренные промыслы, делали верёвку из пеньки, сбрую для лошадей, занимались лесными промыслами, разводили рыбу в пруду. А сапожные изделия эсьмонских мастеров можно было встретить на рынках Смоленска и Москвы.
В начале XX в. некоторые семьи и, прежде всего, еврейская молодёжь стали уезжать в Петербург и Москву, в Германию и США.
В 1929 г. в Эсьмонах был организован колхоз им. Калинина. Евреи, которые не хотели вступать в него, организовали свой «Еврейский колхоз», располагавшийся в лесном массиве Хромыщино между деревнями Заозерье и Эсьмоны. У них там были хозпостройки, колодец, кони, и коровы. В субботу и на еврейские праздники колхозники не работали. Этот колхоз был ликвидирован в 1938 г.
В 1930-х гг. в старой деревянной синагоге открыли школу, где учились вместе еврейские и православные дети. На Песах еврейские дети приносили в школу мацу, а белорусы на свою Пасху угощали их крашеными яйцами и куличами. Но смешанных браков тогда в местечке не было. Еврейского кладбища в местечке тоже не было, хоронить возили в Белыничи и до революции, и после.
Из воспоминаний Татьяны Блинковой (Устинович):
"В 30-х годах в старой деревянной синагоге открыли школу, где учились вместе еврейские и русские дети. Местечко наше было еврейское, свиней не держали. В Эсьмонах до войны был неплохой колхоз. Работали все вместе, а отдыхали каждый на свои праздники, и никто ни на кого не обижался. На всю деревню был только один пьяница, да на него никто внимания не обращал. Смешанных браков не было.
Дома у соседей-евреев были такие же, как у нас, пожалуй, только было больше покупных вещей из магазинов или присланных родственниками, а в домах белорусов — почти все самотканое, «самошитое».

### Уничтожение евреев
Перед войной в Эсьмонах было 58 дворов, проживали 255 человек. Больше половины из них были евреями. Практически все еврейское население местечка погибло в 1941—1942 гг. Выжили немногие, призванные в армию и выехавшие из Эсьмон ещё до войны. Уехать на восток в первые дни войны, по воспоминаниям, смогли лишь несколько человек. В 1941 году Эсьмоны оказались под немцами. В сентябре всех евреев Эсьмон погнали в Белыничи, где с евреями других местечек загнали в один квартал-лагерь (в прямоугольнике нынешних улиц им. Энгельса и Кирова), где содержались под охраной украинцев-полицейских, а позже немцев с овчарками. Ограды вокруг гетто не было, но выходить за территорию запрещалось.
Гетто в Эсьмонах было ликвидировано в июле 1942 года, когда последних ещё живых евреев привели к подготовленному рву, заставили раздеться до нижнего белья, ставили по 10 человек и расстреливали из пулемета — сначала детей, потом стариков. Матери кричали и тщетно умоляли карателей убить их первыми. Во время этого расстрела убили и несколько семей евреев — беженцев из Польши. После расстрела полицаи перебирали одежду убитых, выбивали у них золотые зубы и снимали кольца с пальцев. На этом месте находится братская могила. Всего в Эсьмонах немцы убили 172 еврея.

## Население
- 2003 год — около 400 жителей, 138 дворов
- 2009 год — 230 жителей